# Municipio de Big Bend (condado de Ransom)
El municipio de Big Bend (en inglés: Big Bend Township) es un municipio ubicado en el condado de Ransom en el estado estadounidense de Dakota del Norte. En el año 2010 tenía una población de 153 habitantes y una densidad poblacional de 1,62 personas por km².

## Geografía
El municipio de Big Bend se encuentra ubicado en las coordenadas 46°24′21″N 97°36′20″O / 46.40583, -97.60556. Según la Oficina del Censo de los Estados Unidos, el municipio tiene una superficie total de 94.17 km², de la cual 93,9 km² corresponden a tierra firme y (0,28 %) 0,27 km² es agua.

## Demografía
Según el censo de 2010, había 153 personas residiendo en el municipio de Big Bend. La densidad de población era de 1,62 hab./km². De los 153 habitantes, el municipio de Big Bend estaba compuesto por el 100 % blancos. Del total de la población el 1,31 % eran hispanos o latinos de cualquier raza.